# Chiesa di San Fabiano (Monteroni d'Arbia)
La chiesa di San Fabiano si trova nell'omonimo villaggio nel comune di Monteroni d'Arbia.

## Storia e descrizione
Collocata all'interno del castello omonimo, e dedicata a San Fabiano papa e martire, la chiesa è ricordata già nell'867, quando compare tra i beni donati alla Badia di San Salvatore della Berardenga da Wiginisio di Raniero, Conte di Siena. Agli inizi del Trecento era suffraganea della pieve di Lucignano, quindi, data la scarsità delle rendite, venne unita alla parrocchia di Monteroni nel corso del Cinquecento.
A navata unica, con abside semicircolare, la chiesa presenta il motivo di maggior interesse nell'antico parato esterno a mattoni; corredata da un campanile a vela, conserva alcuni elementi decorativi sulla facciata, come l'architrave del portale con lo stemma dei Forteguerri datato 1657. All'interno della chiesa sono conservate due reliquie, una di San Fabiano (7ºPapa della Chiesa di Roma) ed una indicata essere una falange di san Sebastiano. Alle pareti due dipinti di scuola del Nord Italia: la Madonna col Bambino e i santi Fabiano, Rocco e Barbara del trentino Lorenzo Fiorentini(copia), e una Madonna del Rosario di artista piemontese, datata 1501.